# Tênis nos Jogos Olímpicos de Verão de 1996
O tênis nos Jogos Olímpicos de Verão de 1996 foi realizado em Atlanta, nos Estados Unidos, com quatro eventos disputados todos em pista de tênis dura. Pela primeira vez desde a volta do tênis ao programa olímpico em 1988, uma medalha de bronze foi distribuida por evento.

## Medalhistas
Masculino
| Evento           | Ouro                                         | Prata                                  | Bronze                                          |
| ---------------- | -------------------------------------------- | -------------------------------------- | ----------------------------------------------- |
| Simples detalhes | Andre Agassi USA Estados Unidos              | Sergi Bruguera ESP Espanha             | Leander Paes IND Índia                          |
| Duplas detalhes  | Todd Woodbridge Mark Woodforde AUS Austrália | Neil Broad Tim Henman GBR Grã-Bretanha | Marc-Kevin Goellner David Prinosil GER Alemanha |

Feminino
| Evento           | Ouro                                                 | Prata                                          | Bronze                                                |
| ---------------- | ---------------------------------------------------- | ---------------------------------------------- | ----------------------------------------------------- |
| Simples detalhes | Lindsay Davenport USA Estados Unidos                 | Arantxa Sánchez Vicario ESP Espanha            | Jana Novotná CZE República Checa                      |
| Duplas detalhes  | Gigi Fernandez Mary Joe Fernandez USA Estados Unidos | Jana Novotná Helena Suková CZE República Checa | Conchita Martínez Arantxa Sánchez Vicario ESP Espanha |

## Quadro de medalhas
| Ordem | País                | Medalha de ouro | Medalha de prata | Medalha de bronze | Total |
| ----- | ------------------- | --------------- | ---------------- | ----------------- | ----- |
| 1     | USA Estados Unidos  | 3               | 0                | 0                 | 3     |
| 2     | AUS Austrália       | 1               | 0                | 0                 | 1     |
| 3     | ESP Espanha         | 0               | 2                | 1                 | 3     |
| 4     | CZE República Checa | 0               | 1                | 1                 | 2     |
| 5     | GBR Grã-Bretanha    | 0               | 1                | 0                 | 1     |
| 6     | GER Alemanha        | 0               | 0                | 1                 | 1     |
| 6     | IND Índia           | 0               | 0                | 1                 | 1     |
| TOTAL | TOTAL               | 4               | 4                | 4                 | 12    |